# De omni rerum fossilium genere

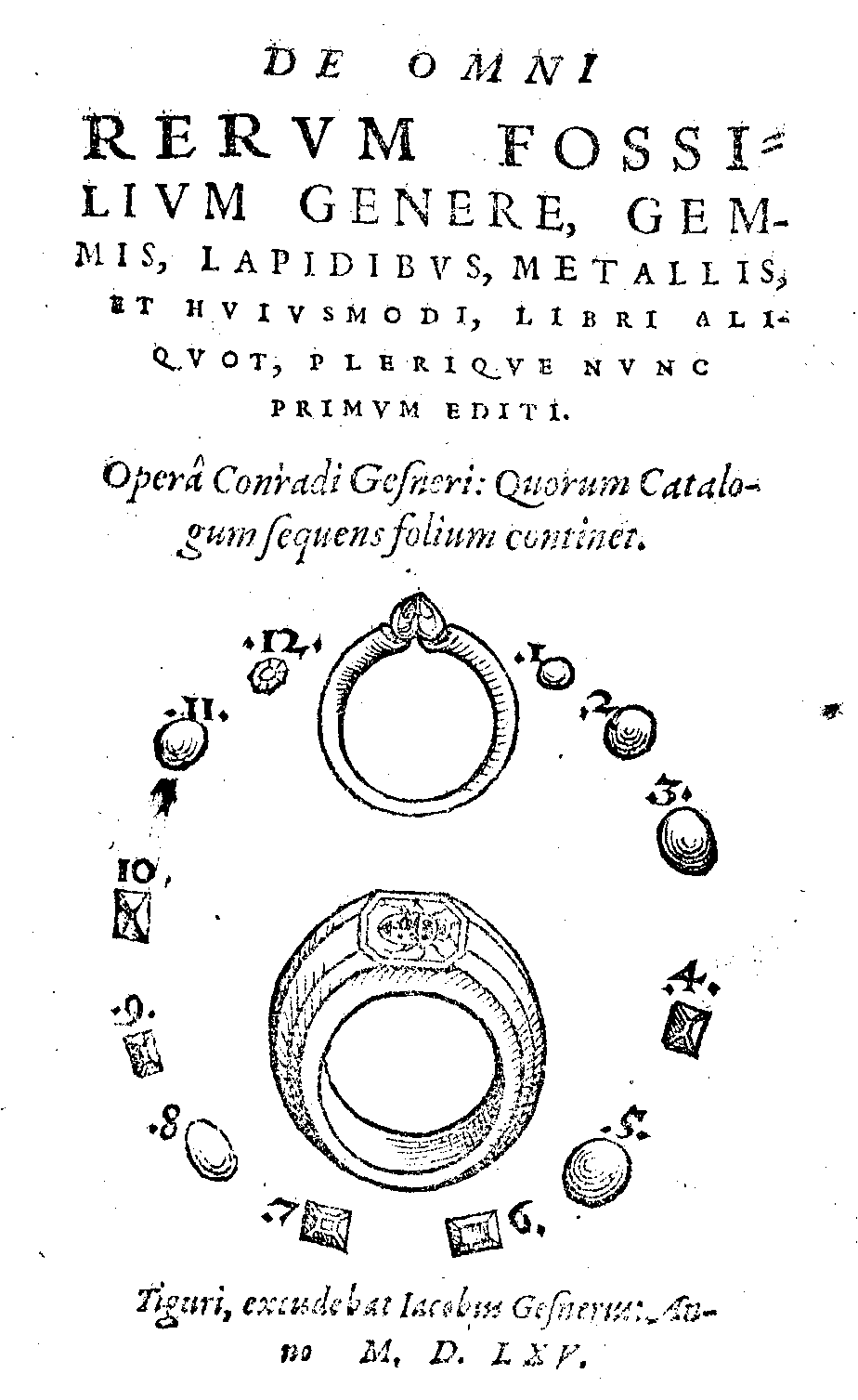
Titelseite von De omni rerum fossilium genere

De omni rerum fossilium genere ist der Titel eines von Conrad Gessner herausgegebenen Sammelbandes, der acht Werke, seine Schrift De rerum fossilium eingeschlossen, enthält.
Einige der Werke enthalten Kommentare von Gessner.

## Werk
In einem Brief vom 27. August 1565 an Johannes Muralt (* um 1500; † vermutlich 1576) schrieb Gessner: „Diesen Sommer ließ ich einige Büchlein über Gesteine, Edelsteine und Metalle drucken, von denen allen ich Dir ein Exemplar übersende.“ Er verwies damit auf den 1565 in der Druckwerkstatt von Jakob Gessner (1527–ca. 1573) in Zürich im Oktavformat erschienenen Sammelband mit dem Titel De omni rerum fossilium genere, gemmis, lapidibus, metallis et huiusmodi, libri aliquot, plerique nuncprimum editi (deutsch: Einige Bücher, die meisten jetzt erstmals herausgebracht, über jede Art von ausgegrabenen Dingen: Edelsteine, Steine, Metalle und dergleichen).
Auf das Inhaltsverzeichnis folgt eine von Johannes Kentmann verfasste und auf den 9. November 1565 datierte Widmungsepistel. Der Sammelband enthält acht Schriften unterschiedlichen Umfangs, die von sieben Autoren stammen und eine breite Anzahl von Themen umfassen.

Titelseiten
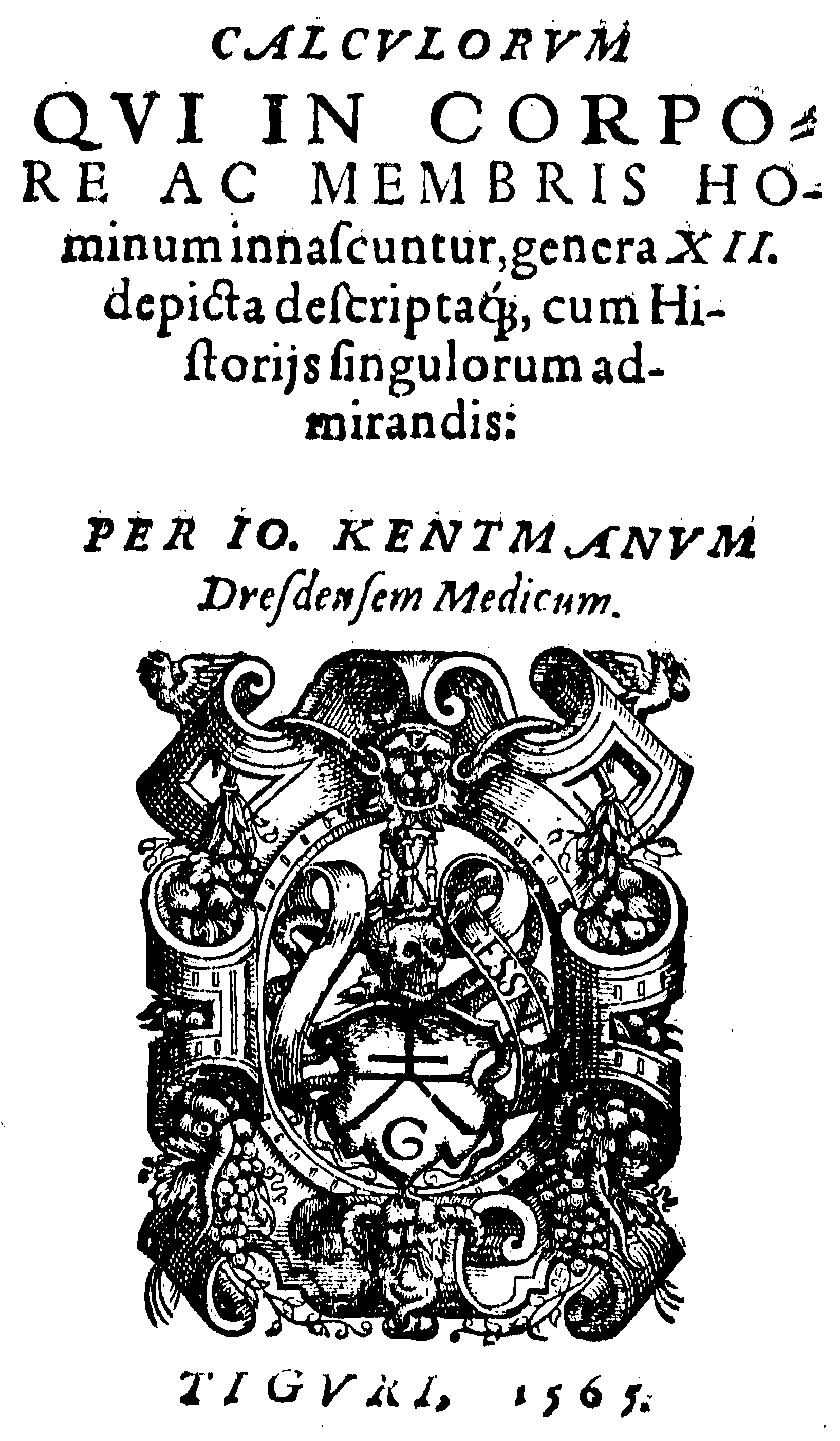
Calculorum qui in corpore
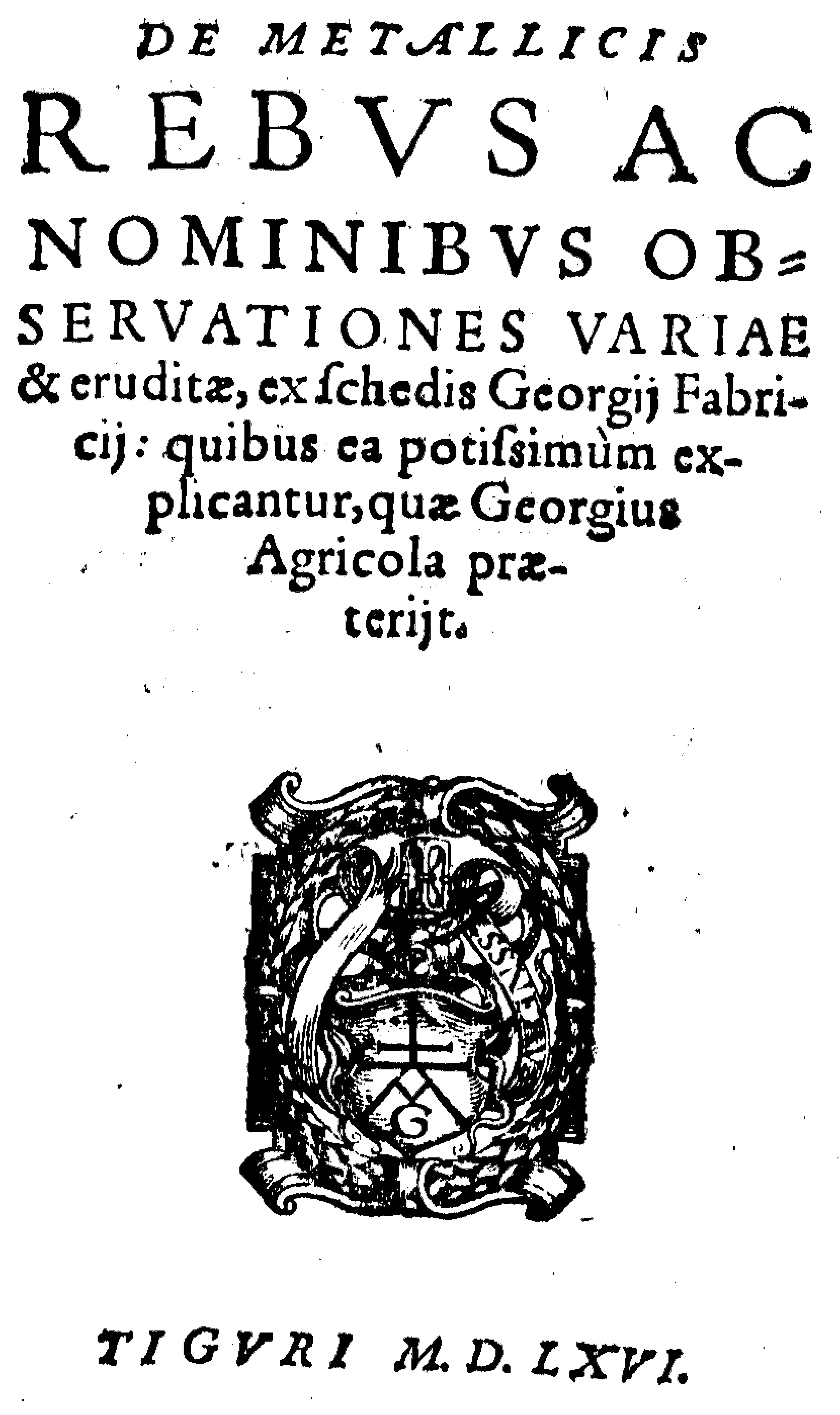
De metallicis rebus (1566)
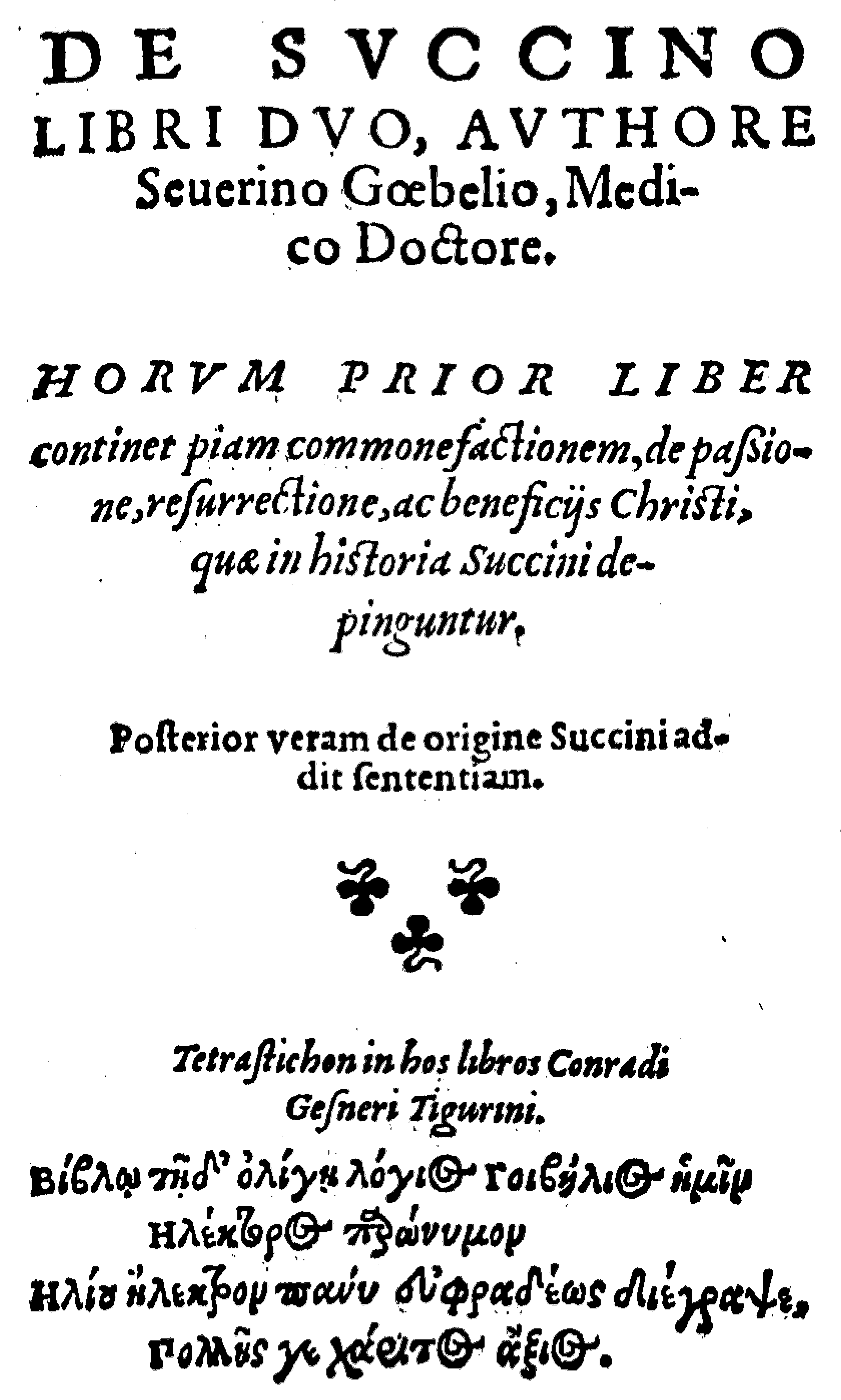
De succino libri duo
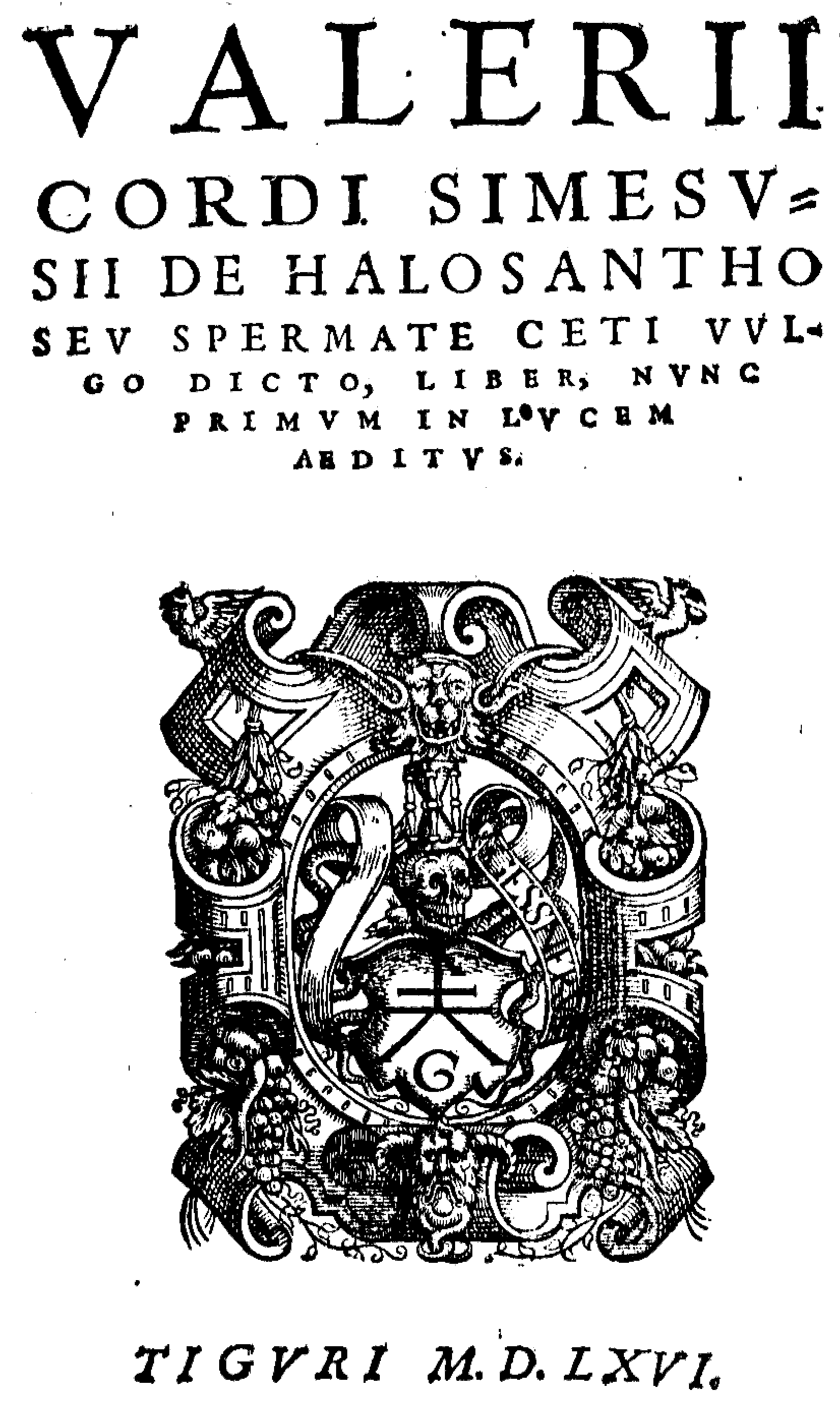
Simesusii de halosantho
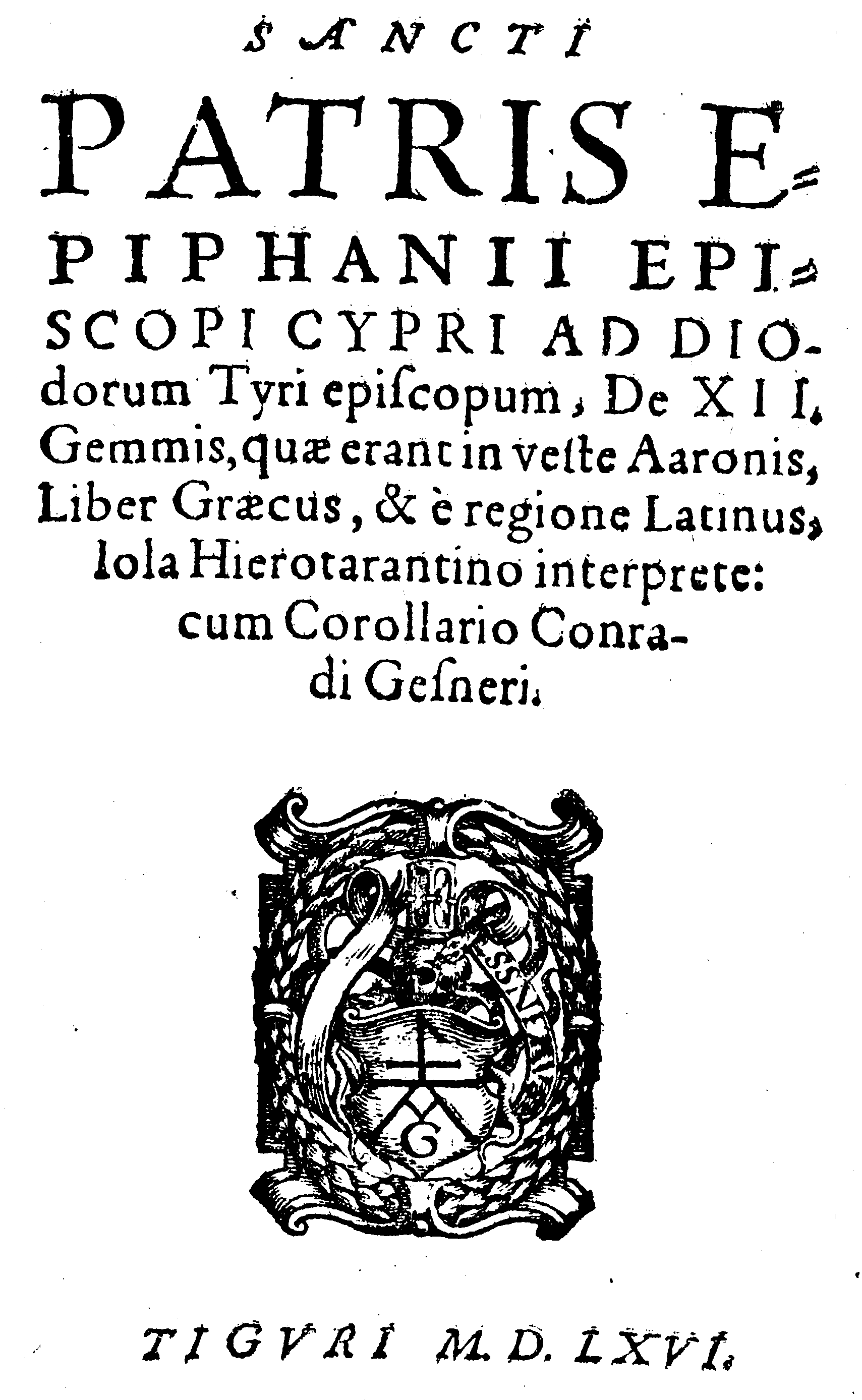
De XII. Gemmis
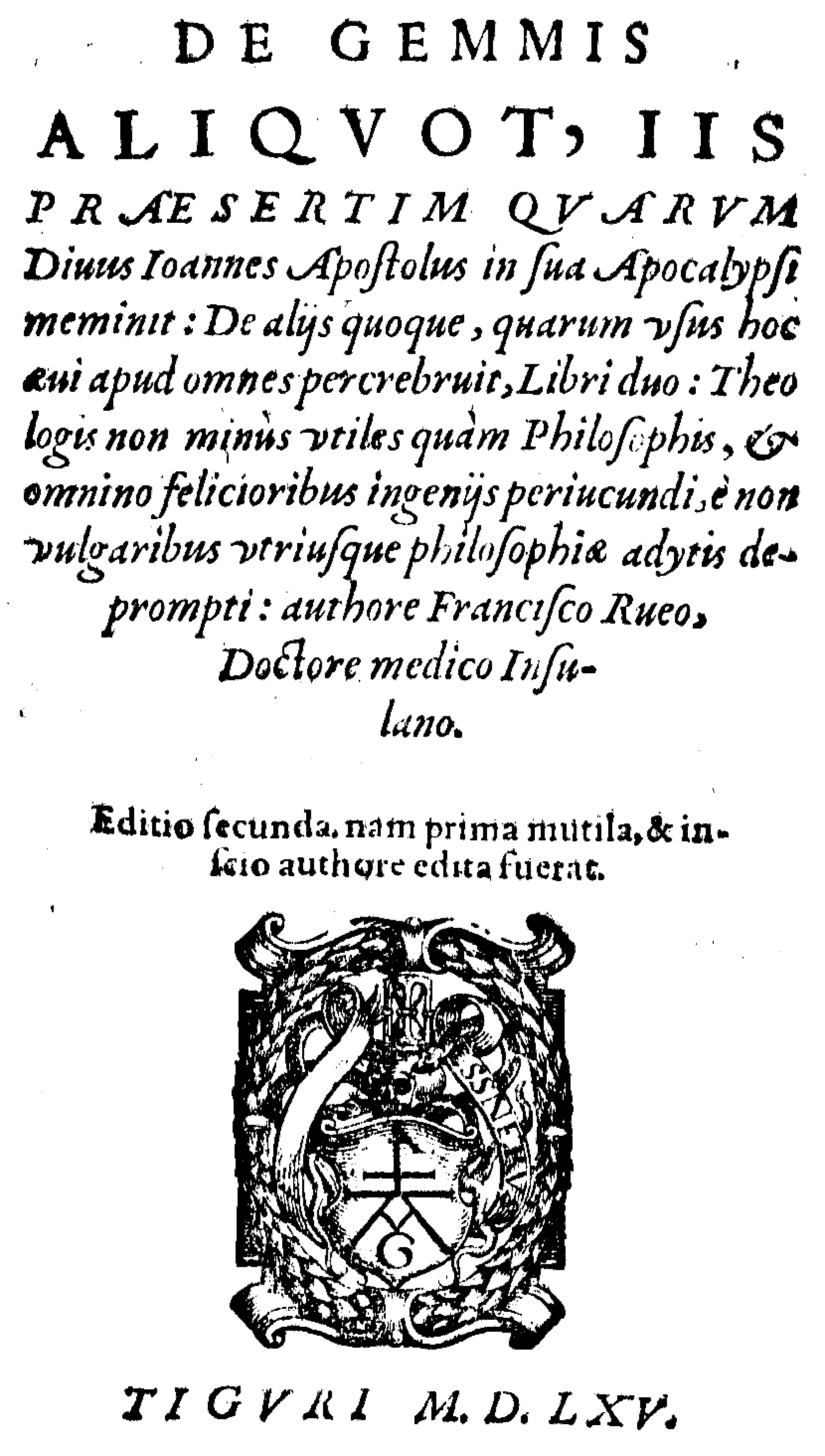
De gemmis aliquot
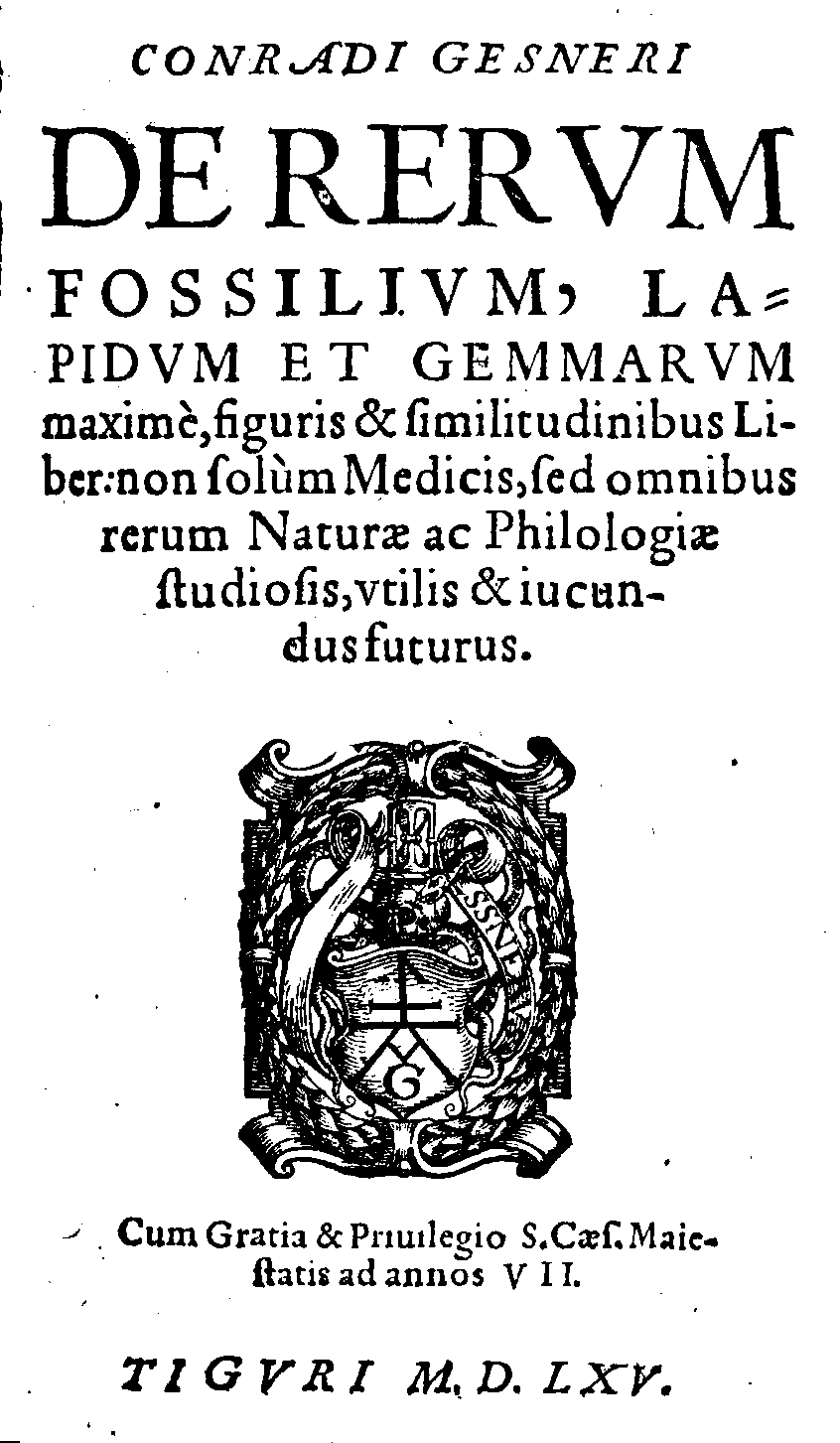
De rerum fossilium

### KentmannsCatalogus rerum fossilium

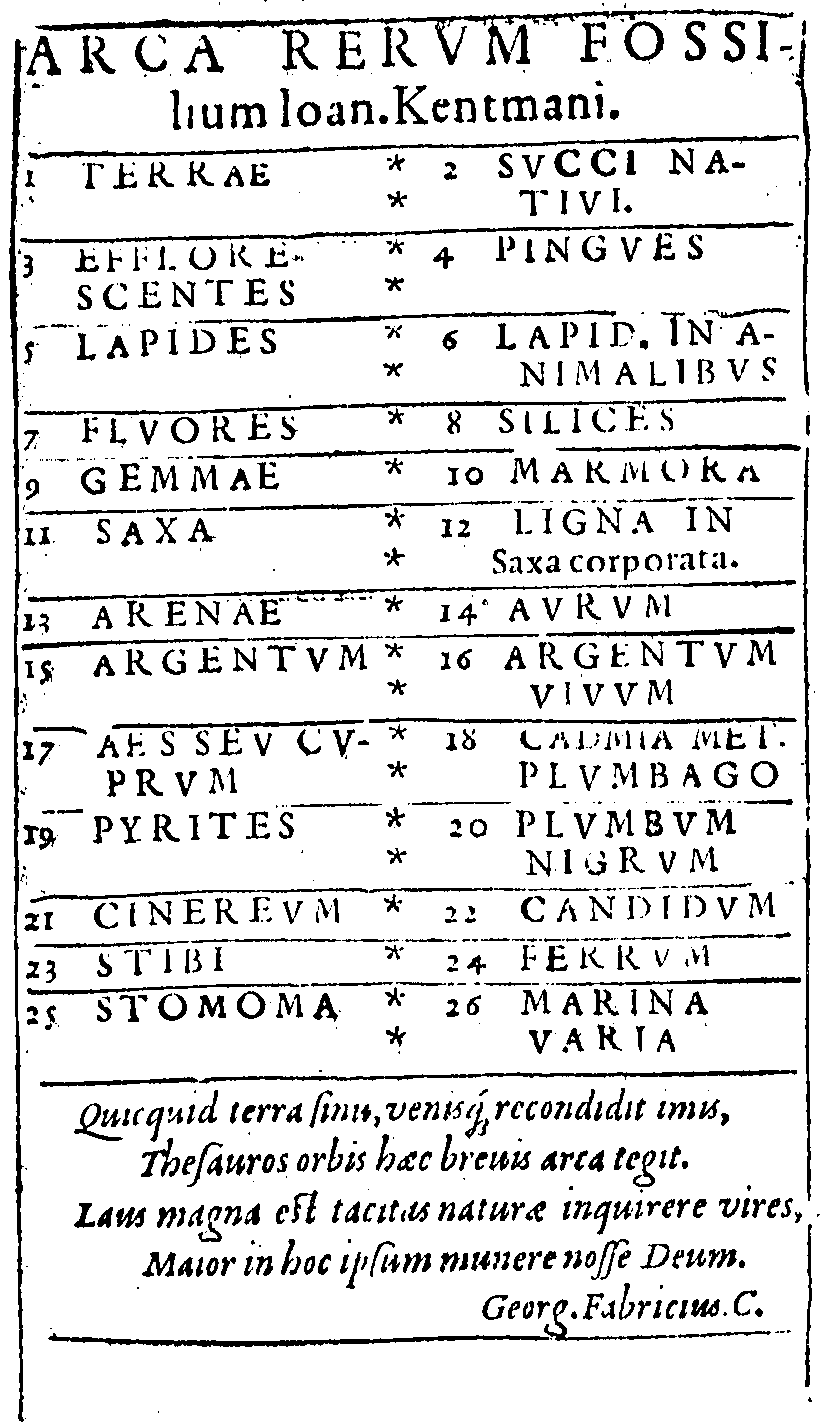
Kentmanns 26 Mineralienklassen

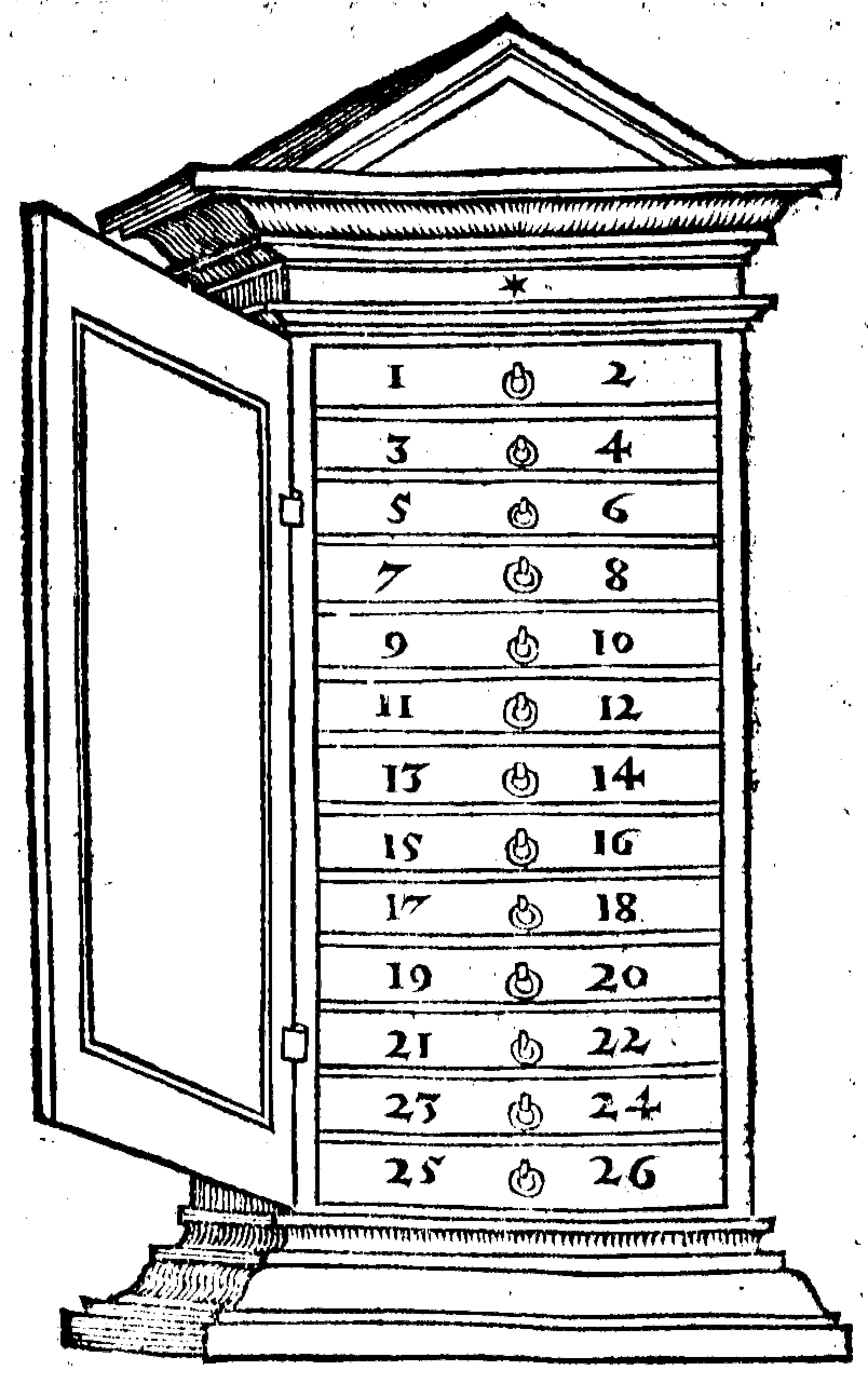
Kentmanns Mineralienschrank

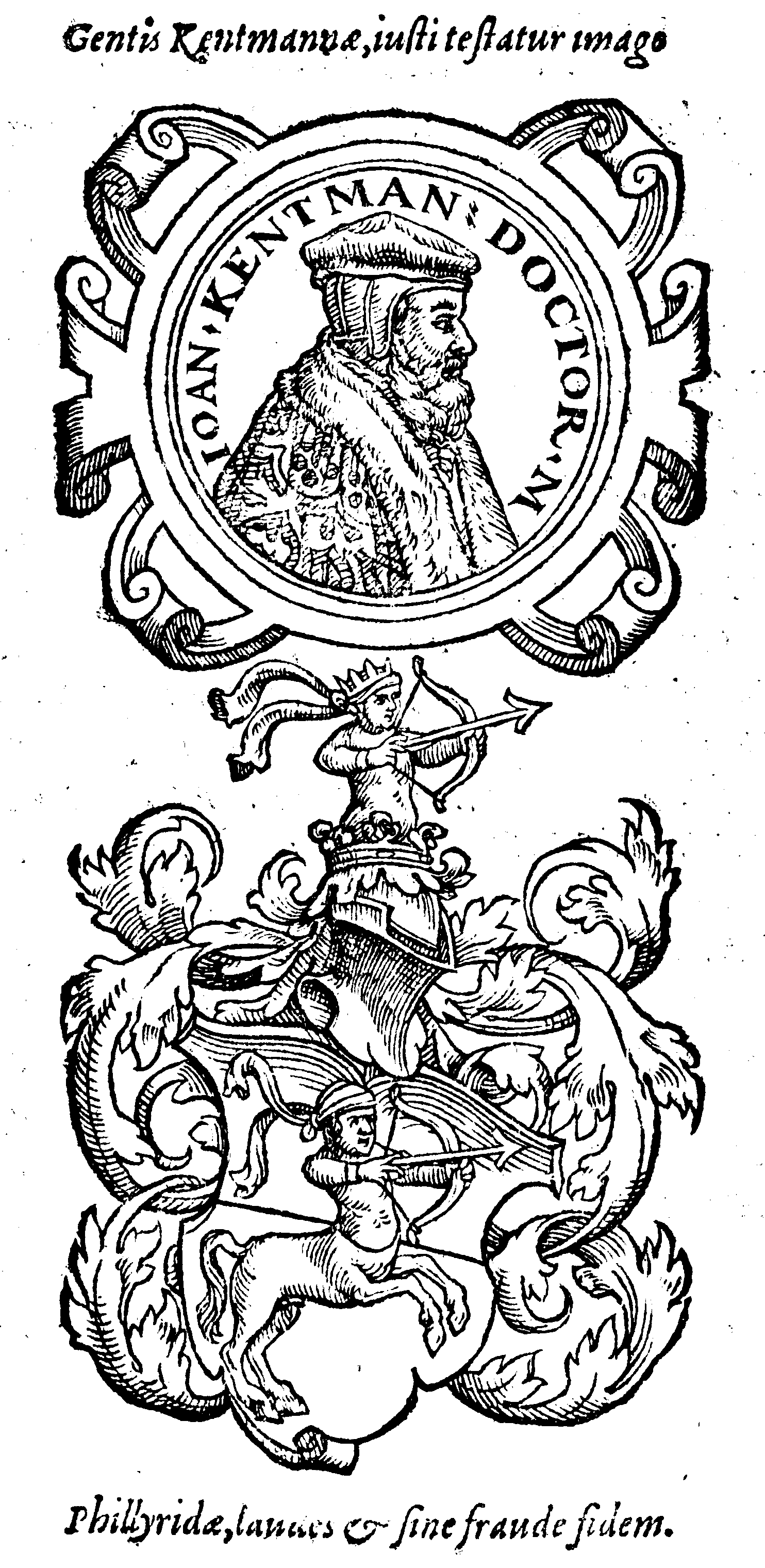
Kentmanns Bildnis in Profilansicht

Unter dem Titel Catalogvs Rerum fossilivm Io. Kentmani numerus folij pvncto præeunte, faciem priorem indicat:sequente, posteriorem enthielt der Sammelband eine Beschreibung von Johannes Kentmanns geologischer Sammlung.
Sein Katalog der Fossilien umfasst über 1600 verschiedene „Fossilien“, die zumeist aus Sachsen stammen. Die Objekte sind gemäß dem System von Georg Agricola in 26 Kategorien unterteilt. Auf der ersten Seite mit dem Titel Arca rerum fossilium Ioanni Kentmanni wird dieses System gemeinsam mit einem Epigramm von Georg Fabricius dargestellt. Zu jeder Kategorie werden eine Reihe von Spezies erwähnt und sehr kurz beschrieben. Oft ist eine deutsche Bezeichnung angegeben.
Kentmanns Katalog gilt als erste systematische Darstellung einer Sammlung dieser Art.
Gliederung
- Arca rerum fossilium Ioan. Kentmani
- [Inhaltsverzeichnis] (vier Seiten)
- Gentis Kentmannae, iustitestatur imago […] (Holzschnitt)
- Terrarvm genera
- Succi nativi
- Succi pingues
- Lapides
- Lapides ab animantibus appellati: item gravidi, & cotes
- Diversi generis alij
- Fluores candidi et pellucidi
- Silices pellucidi
- Lapides preciosi: & quaedam gemmae
- Marmora candida
- Saxa
- Arenae
- Aurum
- Argentum
- Argentum vivum
- Aes seu cuprum
- Pompholyx
- Spodos
- Diphryges
- Cadmia capnitis
- Lithargyrum
- Molybdaena & plumbago
- Pyrites argentei coloris
- Plumbum nigrum
- Plumbum candidum
- Plumbum cinereum
- Ferrum
- Stomoma seu acies
- Alcyonia, conchae, & alia […]

### KentmannsCalculorum qui in corpore
Kentmanns Essay mit dem Titel Calculorum qui in Corpore ac Membris Hominum innascuntur, genera XII, depicta descriptaque cum Historijs singulorum admirandis berichtet über zwölf Organe und Gebiete, wo Steine, darunter Gallensteine, im menschlichen Körper gefunden wurden.
Es ist mit zehn Holzschnitten illustriert.

Holzschnitte
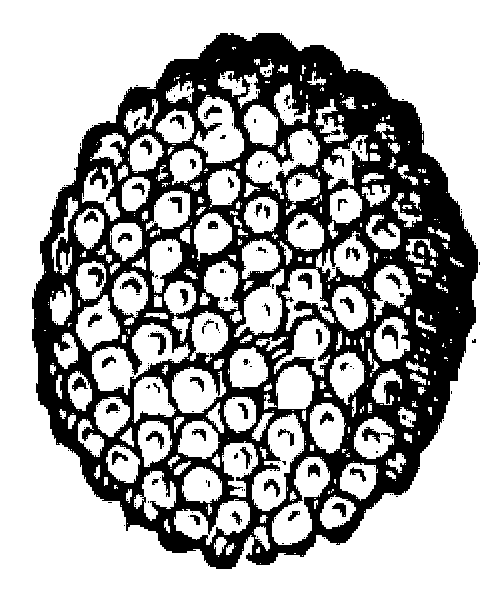
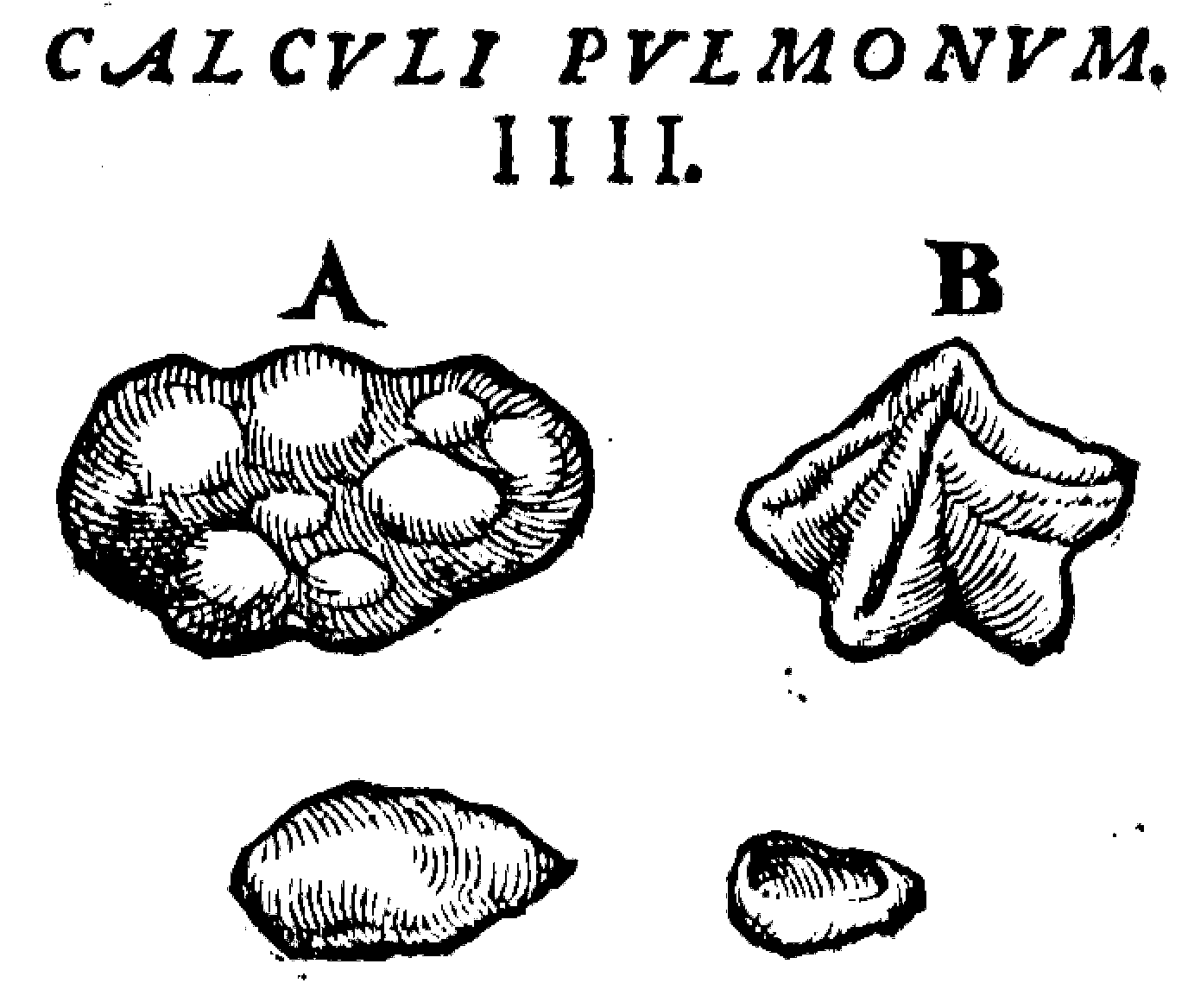
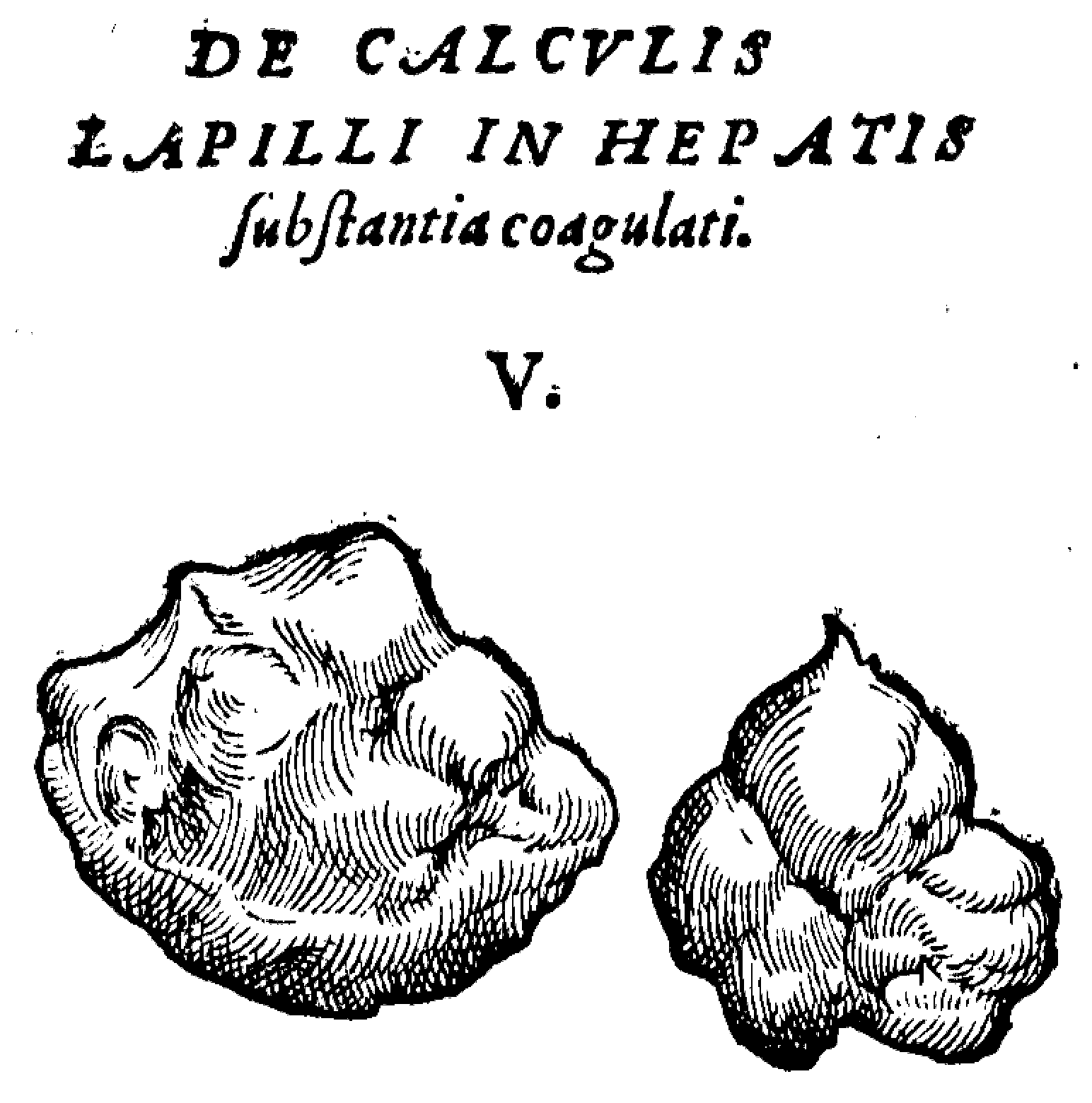
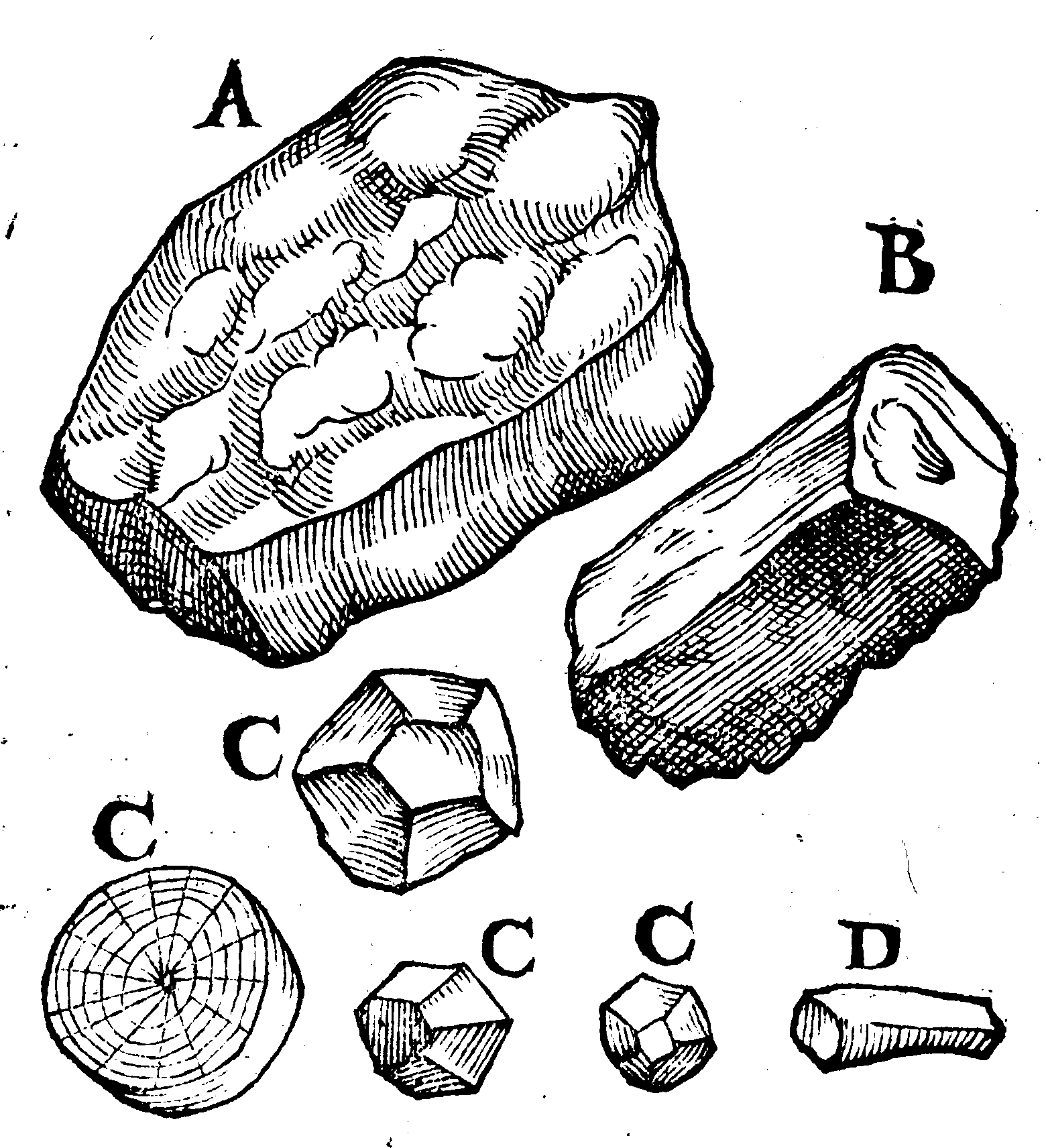
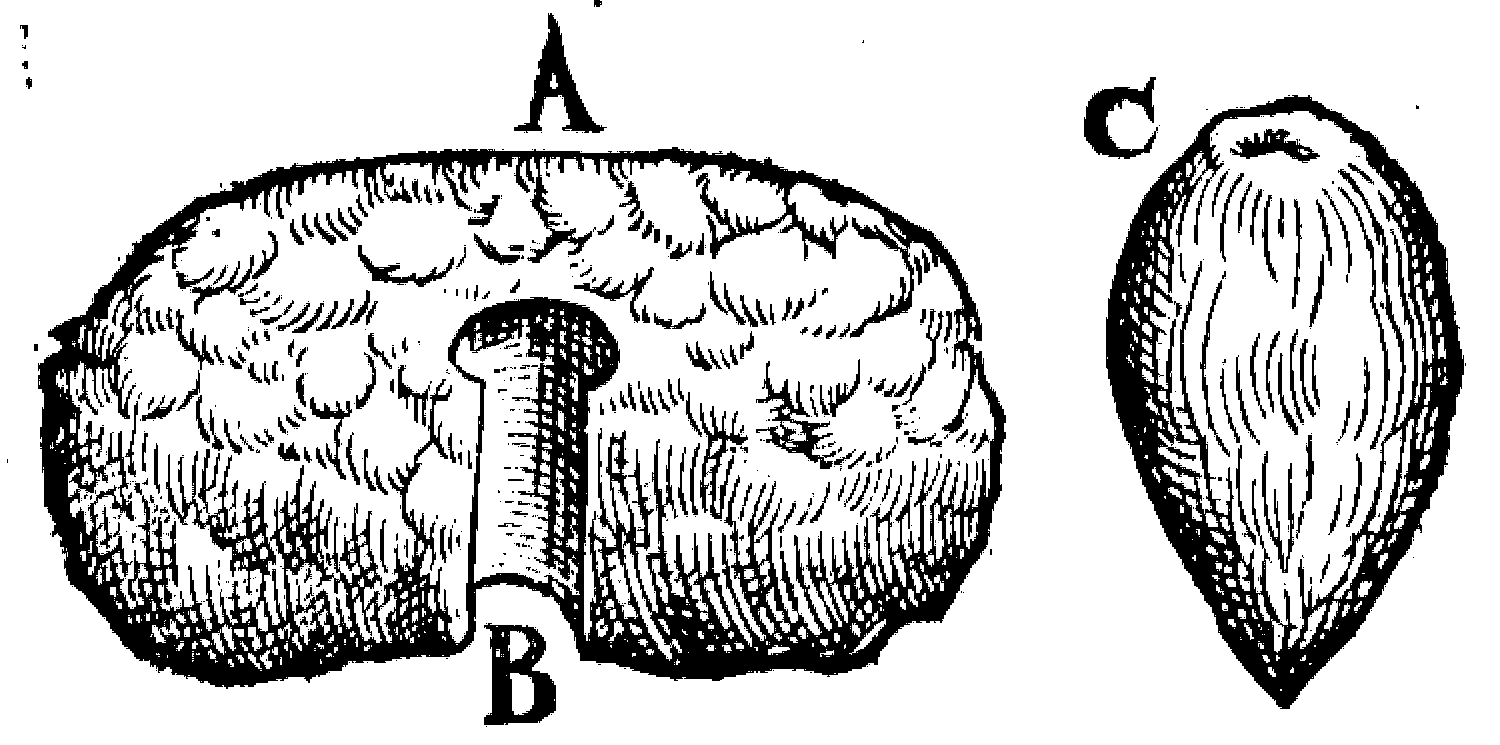
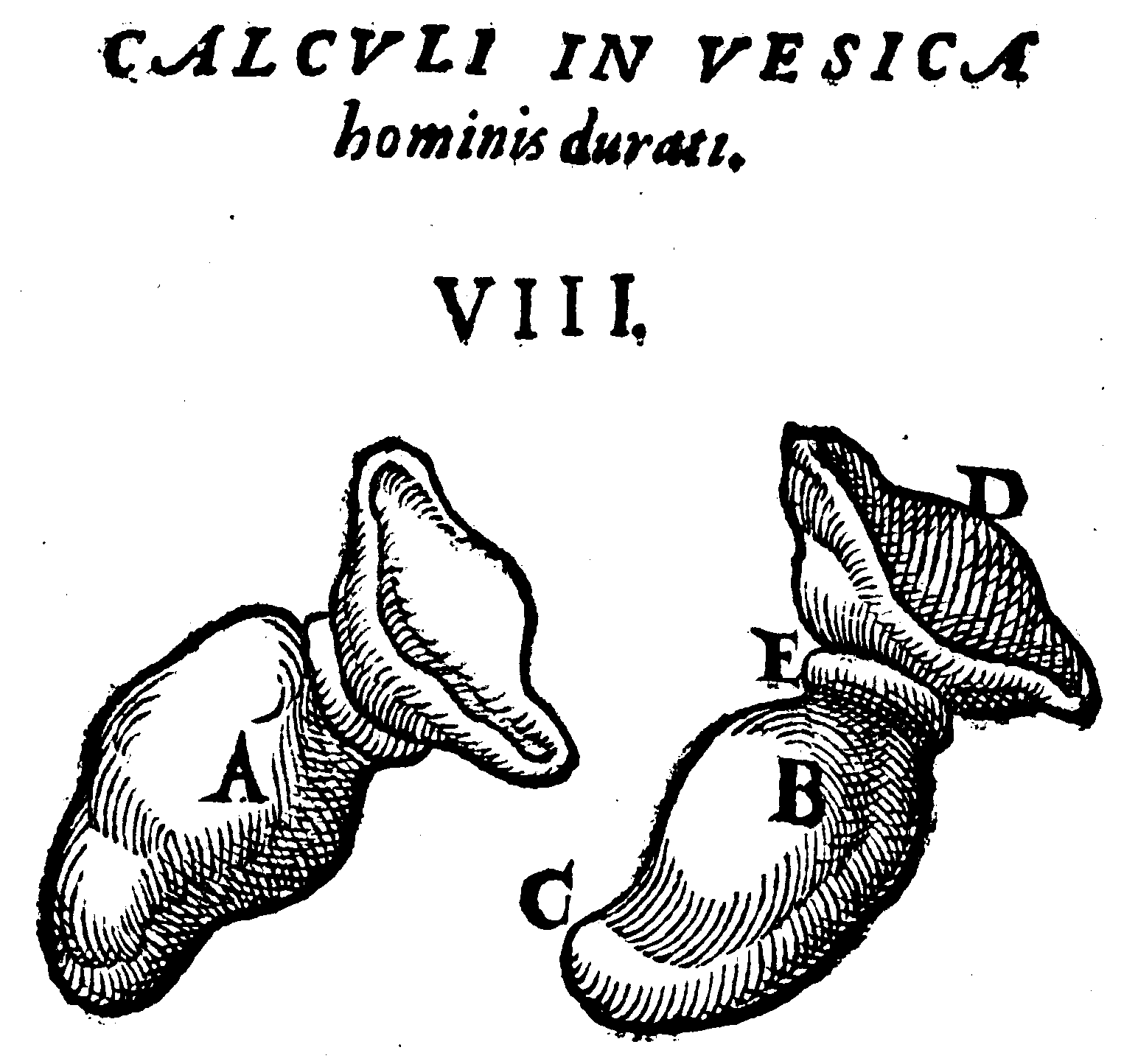
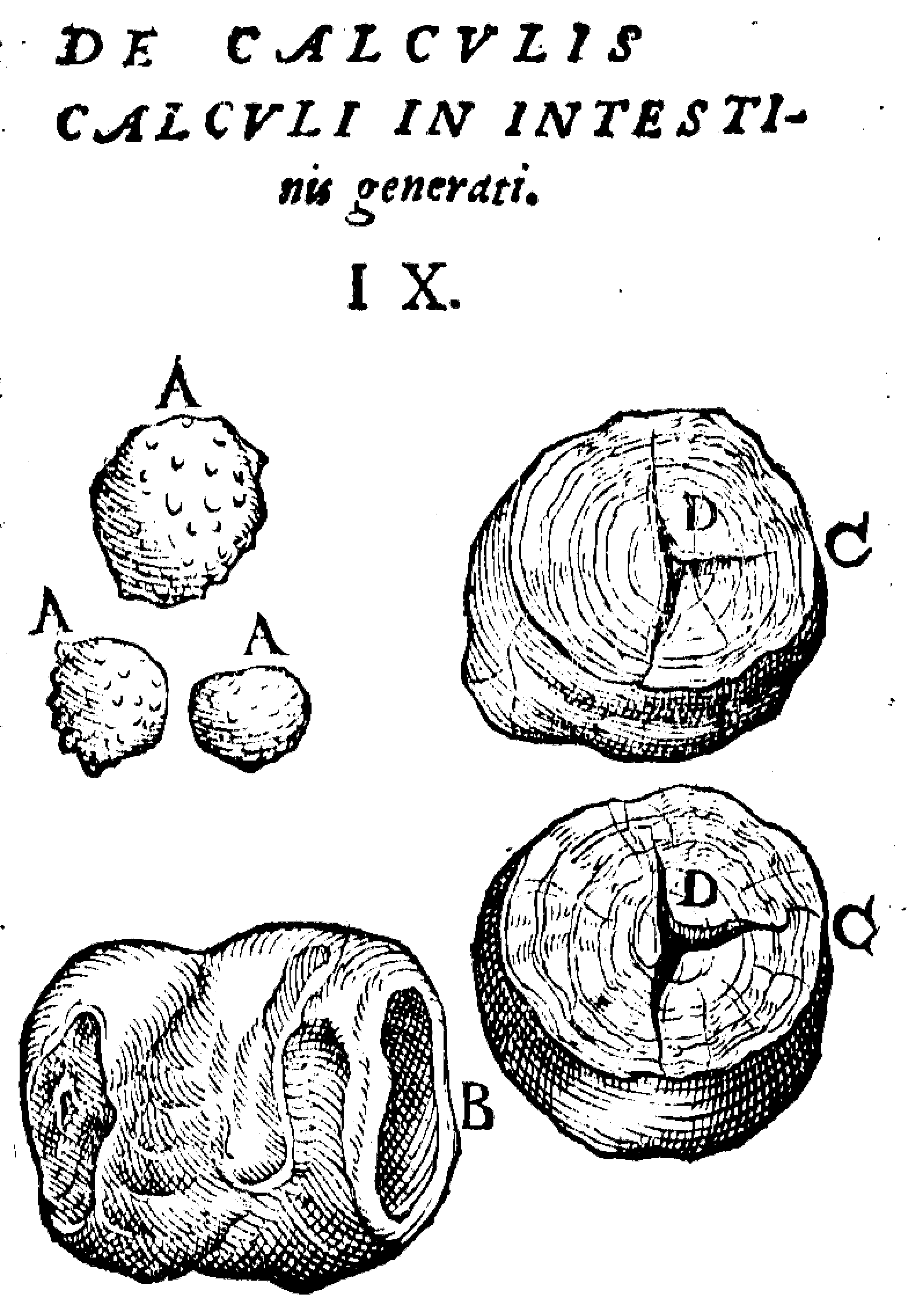
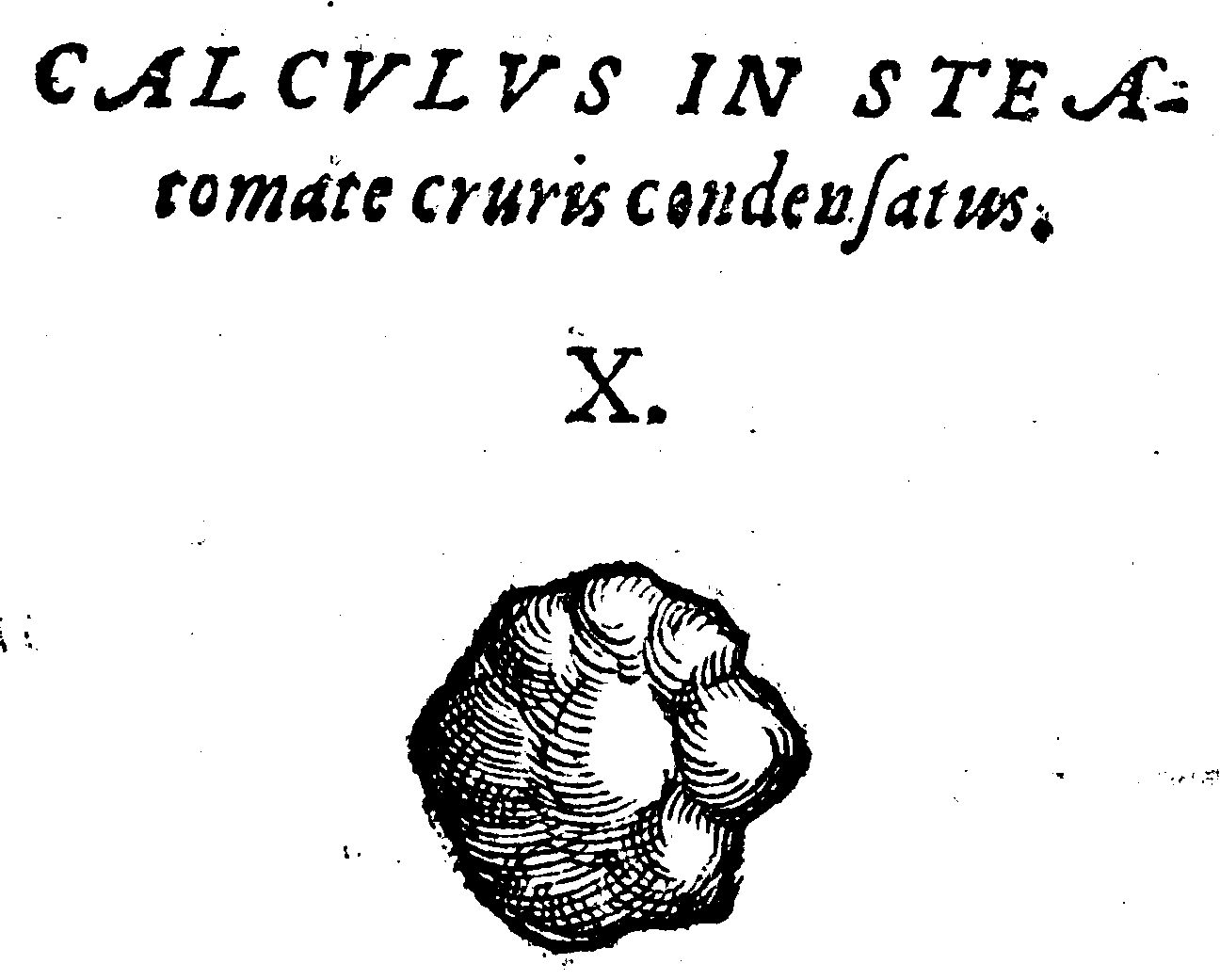
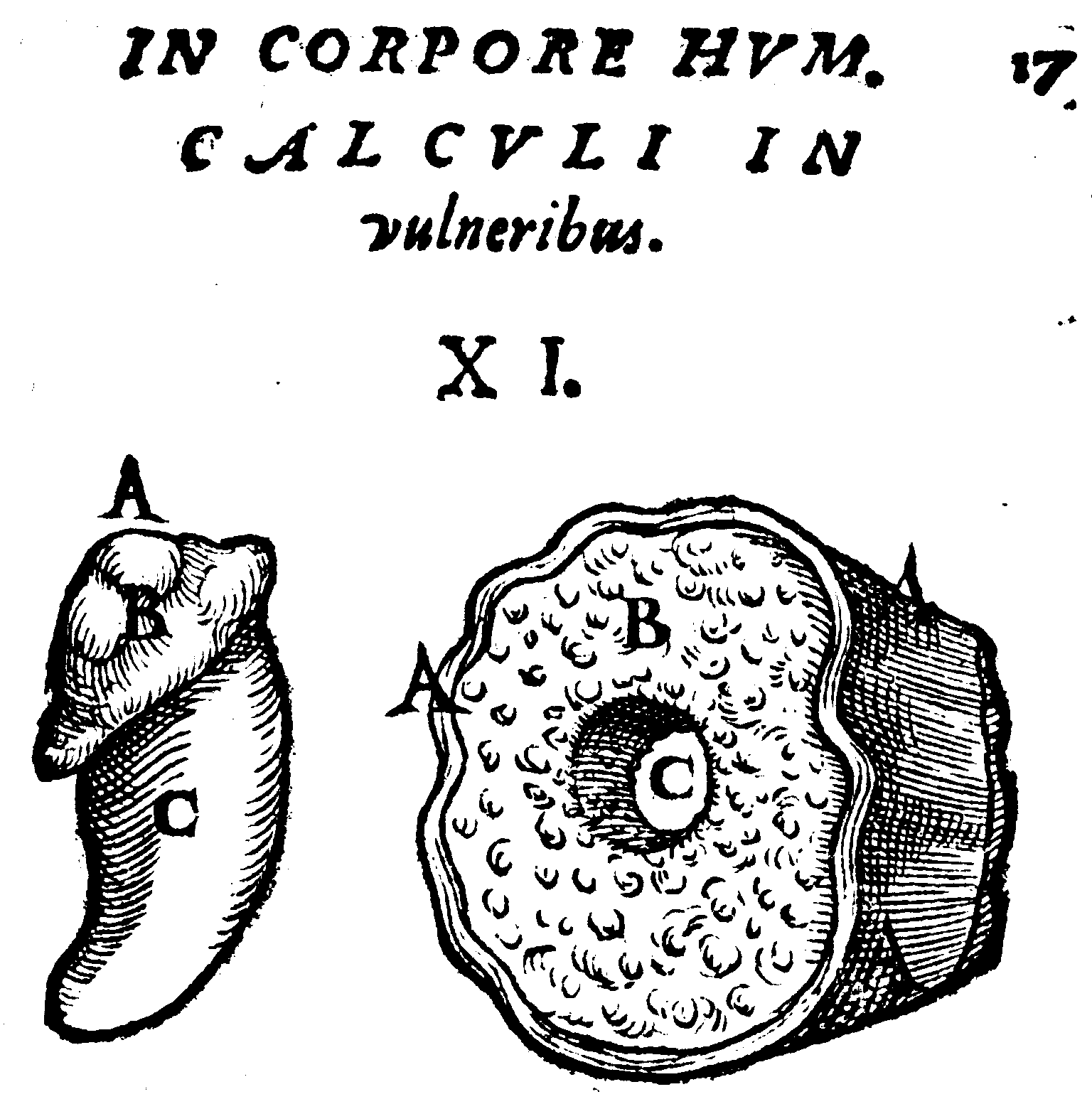
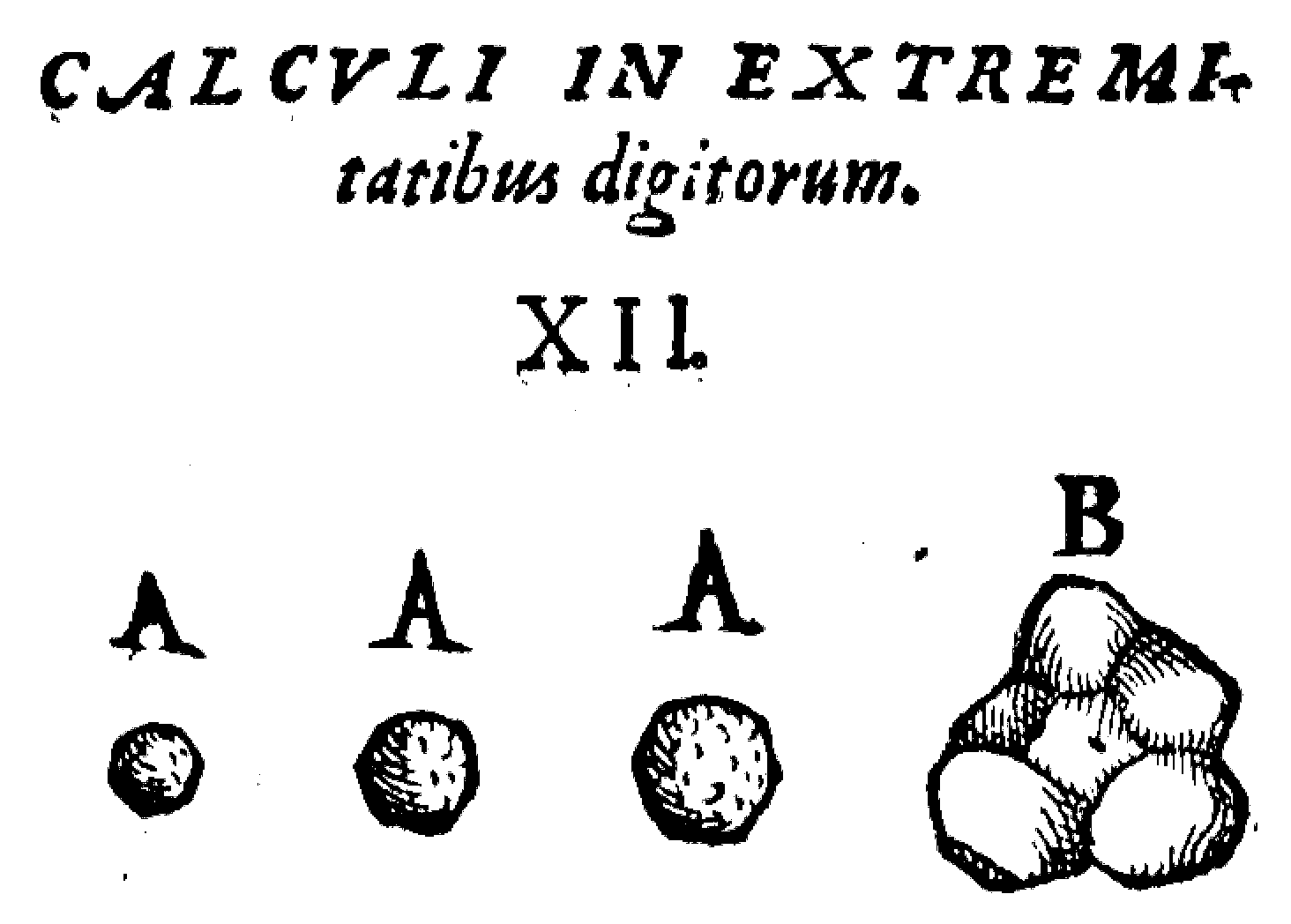

Gliederung
- Ornatissimo viro, pietate, eruditione, & magna rerum experientia prestanti, Conrado Gesnero, artis medicae doctori, amico suo longe charissimo, Ioannes Kentmanus Dresdensis medicus S.
- Lapis in cerebro hominis repertus
- Calculi in tonsillis faucium
- De calculis lapis in tumore sub lingua concretus
- Calculi pulmonum
- De calculis lapilli in hepatis substantia caogulati
- De calculis calculi in folliculi fellis generati
- De calculis calculi renum
- Calculi in vesica hominis durati
- De calculis calculi in intestinis generati
- Calculus in steatomate cruris condensatus
- Calculi in vulneribus
- Calculi in extremitatibus digitorum
- [Sic igitur habes, omnium dilectissime Gesnere, duodena genera calculorum mihi quidem cognitorum, qui intra hominum viscera…]

### Fabricus’De metallicis rebus
Georg Fabricius’ Schrift De metallicis rebus ac nominibus observationes variae & eruditae enthält seine Beobachtungen an Metallen, die noch nicht durch Agricolas De re metallica behandelt wurden.
Das Werk beginnt mit einem von Jacob Fabricius († 1574), einem Bruder von Georg Fabricius, an Johannes Kentmann gerichteten Brief. De metallicis rebus ist in elf Kapitel gegliedert. In jedem davon wird ein anderes „Metall“ behandelt: Gold, Silber, Quecksilber, Kupfer, Zinn, Bismut, Blei, Eisen, Antimon, Pyrit und Markasit.
Gliederung
- [Inhaltsverzeichnis]
- D. Iohanni Kentmano medico Torgano, viro ornatissimo, Iacobus Fabricius Chemnicensis, S.
- I. Aurum
- II. Argentum
- III. Argentum vivum
- IIII. Aes
- V. Plumbum candidum
- VI. Plumbum cinereum
- VII. Plumbum nigrum
- VIII. Ferrum
- IX. Stibi
- X. Sterile nitidum
- XI. Pyrites

### GöbelsDe succino libri duo
Severin Göbels De succino libri duo […] horum prior liber continet piam commonefactionem de passione, resurrectione ac beneficiis Christi, quae in historia succini depinguntur. Posterior veram de origine succini addit sententiam gilt als eine der frühesten Abhandlungen über Bernstein. Darin behandelt Göbel sowohl Legenden über fossiles Harz sowie dessen Ursprung und die Herstellung.
Das auf den 4. März 1558 datierte Werk ist dem Bischof von Gurk, Urban Sagstetter, gewidmet.
Gliederung
- Reverendissimo principi ac domino, domino Urbano, Episcopo Gurcensi, Romanorum, Ungariae, Boëmiaeque […]
- [Liber primus]
- [Liber II.]
- De bitumine et cognatis ei […]
- Exdoctissimi cuiusdam Galli medici ad me epistola […]
- Ex epistola tua ad me, ante biennium ferè Lugduno datum

### Cordus’Simesusii de halosantho
Unter dem Titel De halosantho seu spermate ceti vulgo dicto, liber nunc primum in lucem abditus veröffentlichte Gessner postum eine Schrift von Valerius Cordus. Gessner ergänzte sie mit einer Einleitung und einem Kommentar.
Cordus untersucht darin „Ausblühungen“ des Meersalzes (Walrat), die traditionell als Mittel gegen Hautkrankheiten verschrieben wurden. In seinem Kommentar wendet sich Gessner gegen die populäre Annahme, dass es sich bei diesen Satzen um das Sperma des Pottwals („Sperma ceti“) handle.
Die Widmung ist auf den Juli 1566 datiert.
Gliederung
- Clarissimo viro domino Andreae Pellizero Carintho, medico praestantissimo, Conradus Gesnerus S. P. D. (Widmung)
- De halosantho libellus: Valerio Cordo authore
- Corollarium de halosantho, & salis flore duplici Conradi Gesneri
- De semine ceti dicto, eiusque; nomine & facultatibus
- De halosachne, & adarce

### Epiphanius’De XII. Gemmis
Epiphanios’ De XII. Gemmis, quae erant in veste Aaronis, Liber Graecus, & e regione Latinus, Iola Hierotarantino interprete ist eine Exegese über die im  2. Buch Mose (Ex 28,17–20 , Ex 39,10–13 ) erwähnten zwölf Edelsteine der Brustplatte der Jüdischen Hohenpriester (Choschen).
Auf der Vorderseite des Blatts steht der lateinische, auf der Rückseite der griechische Text. Das Werk wird durch einen Kommentar Gessners ergänzt.
Gliederung
- Clarissimo viro domino Adolpho Occoni F. inclytae Reipublicae Augustanae medico doctissimo, Conradus Gesnerus medicus Tigurinus S. D. (Widmung)
- [His scriptis offertur mihi locus divi Hieronymi…]
- Sancti patris Epiphanii episcopi Cypri ad Diodorum Tyri episcopum […]
- Corollarium Conradi Gesneri in Epiphanii de XII. gemmis libellum

### La RuesDe gemmis aliquot
François La Rues (1520–1585) De Gemmis aliquot, iis praesertium quarum Divus Ioannes Apostolus in sua Apocalypsi memenint ist eine Abhandlung über die in der Offenbarung des Johannes erwähnten Edelsteine.
Gliederung
- Authores in his libris citati
- [Inhaltsverzeichnis]
- De gemmarum ortu, liber primus
- De gemmis XIII. quarum divus Iohannes in apocalypsi meminit. Liber secundus
- Ad lectorem
- Clarissimo ac eruditissimo viro Francisco Rueo medico […]
- Alardus Rueus etiamnum puer, patris observandissimi libellum, lectori commendat hoc elegiaco

### GessnersDe rerum fossilium
De rerum fossilium, lapidum et gemmarum maximè, figuris et similitudinibus liber war von Gessner als Vorläufer eines umfangreichen Werks über Mineralien geplant. Es ist mit zahlreichen Holzschnitten illustriert.
Das Werk ist Andreas Szadkowski, dem damaligen Notar des Salzbergwerks Wieliczka, gewidmet.

Holzschnitte (Auswahl)
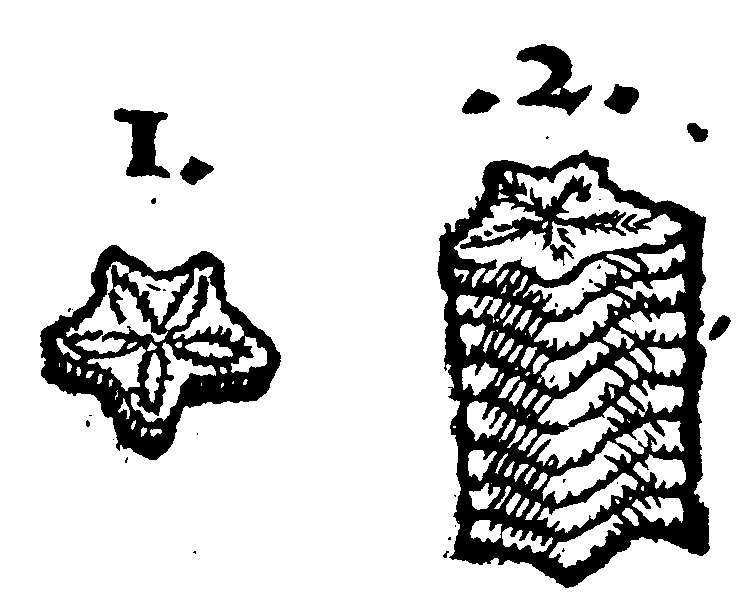
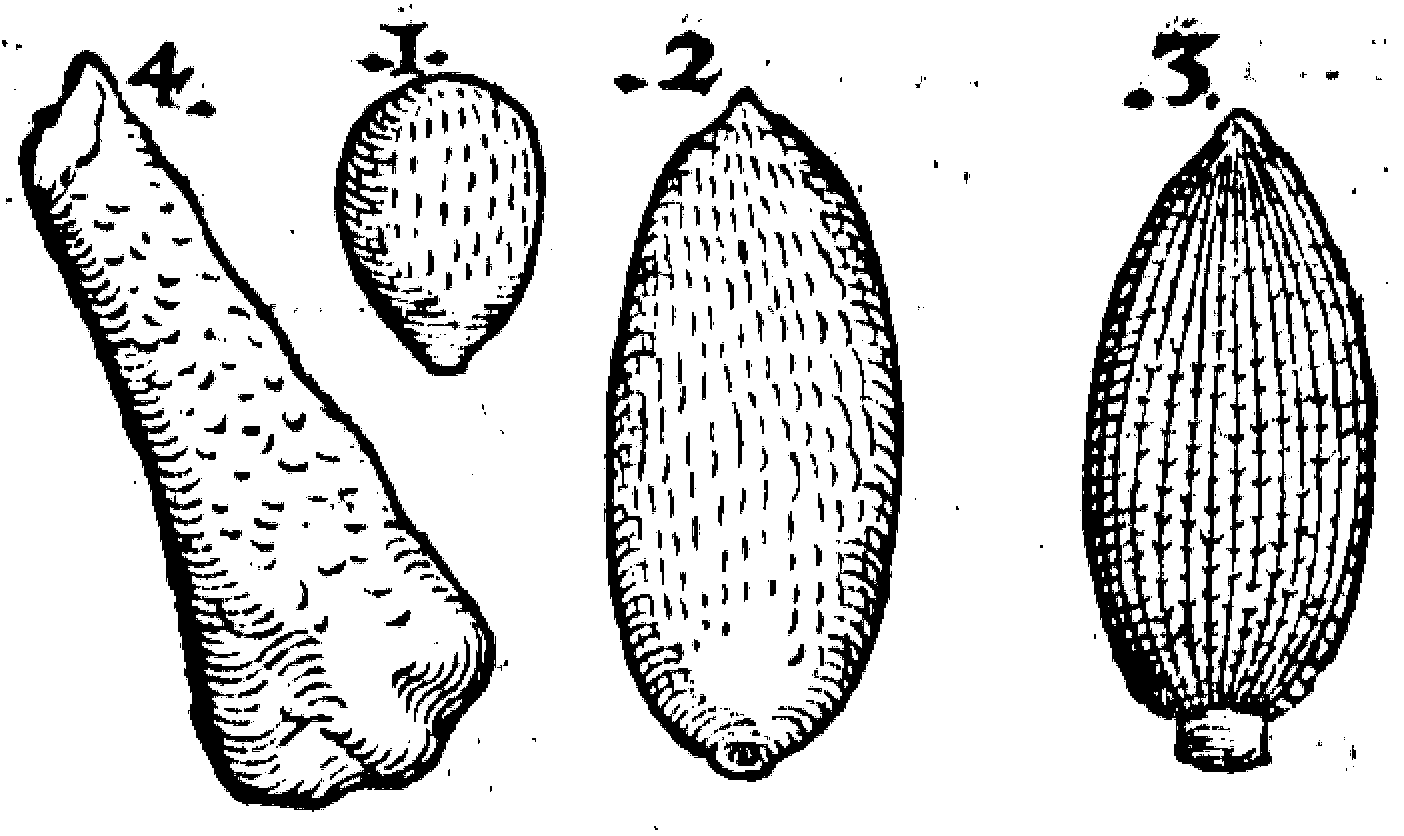
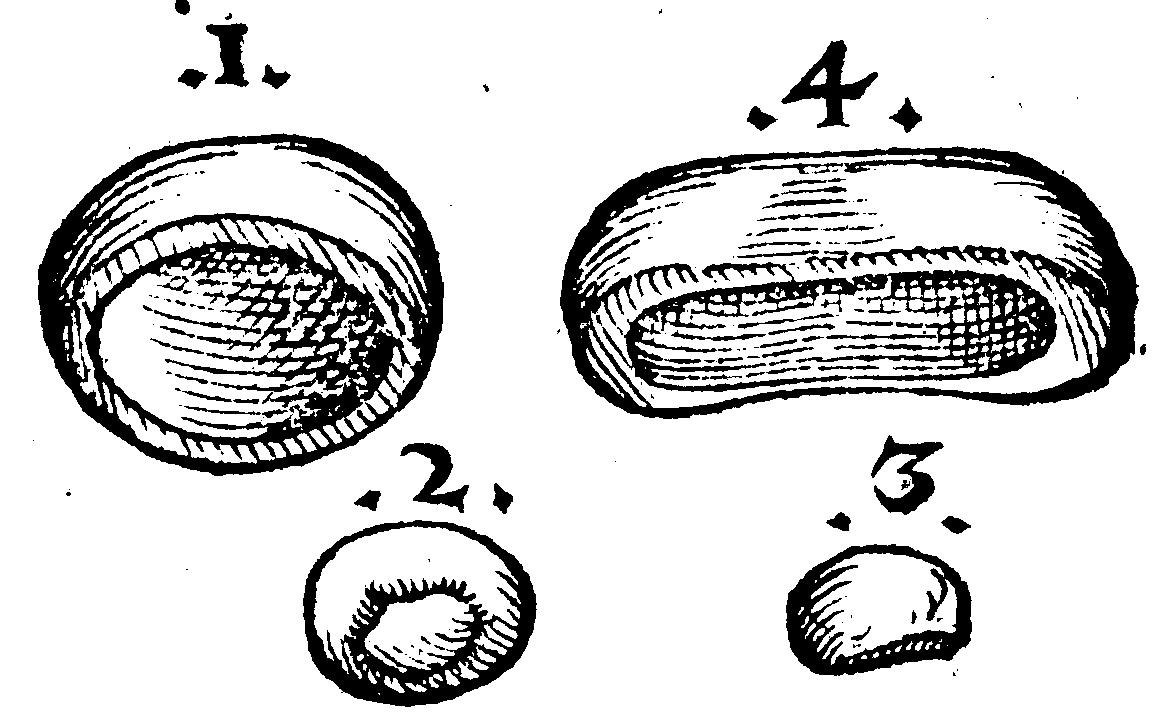
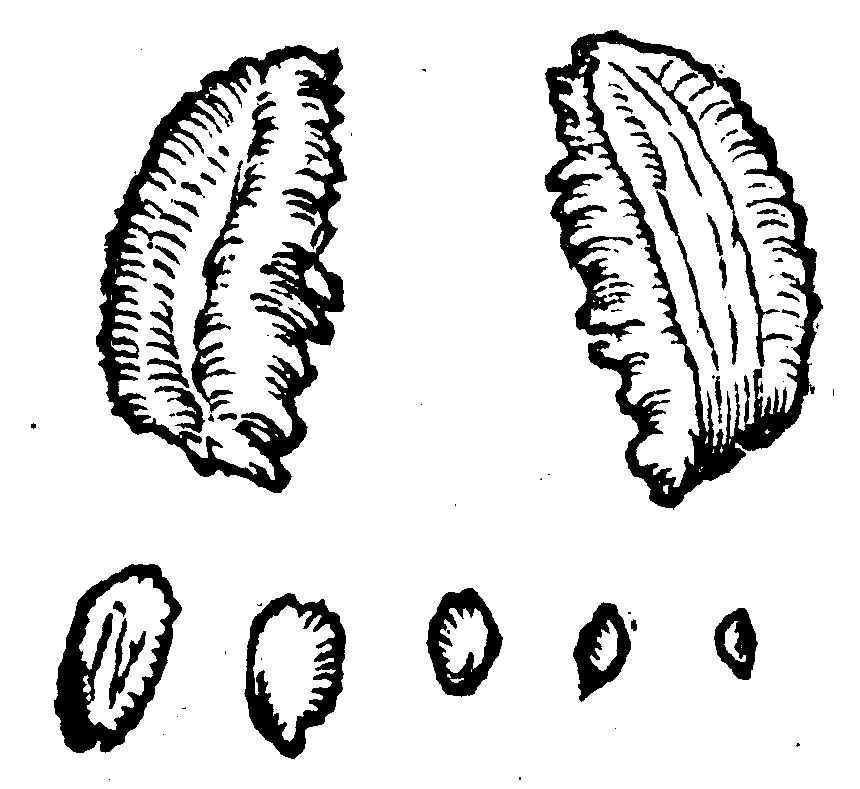
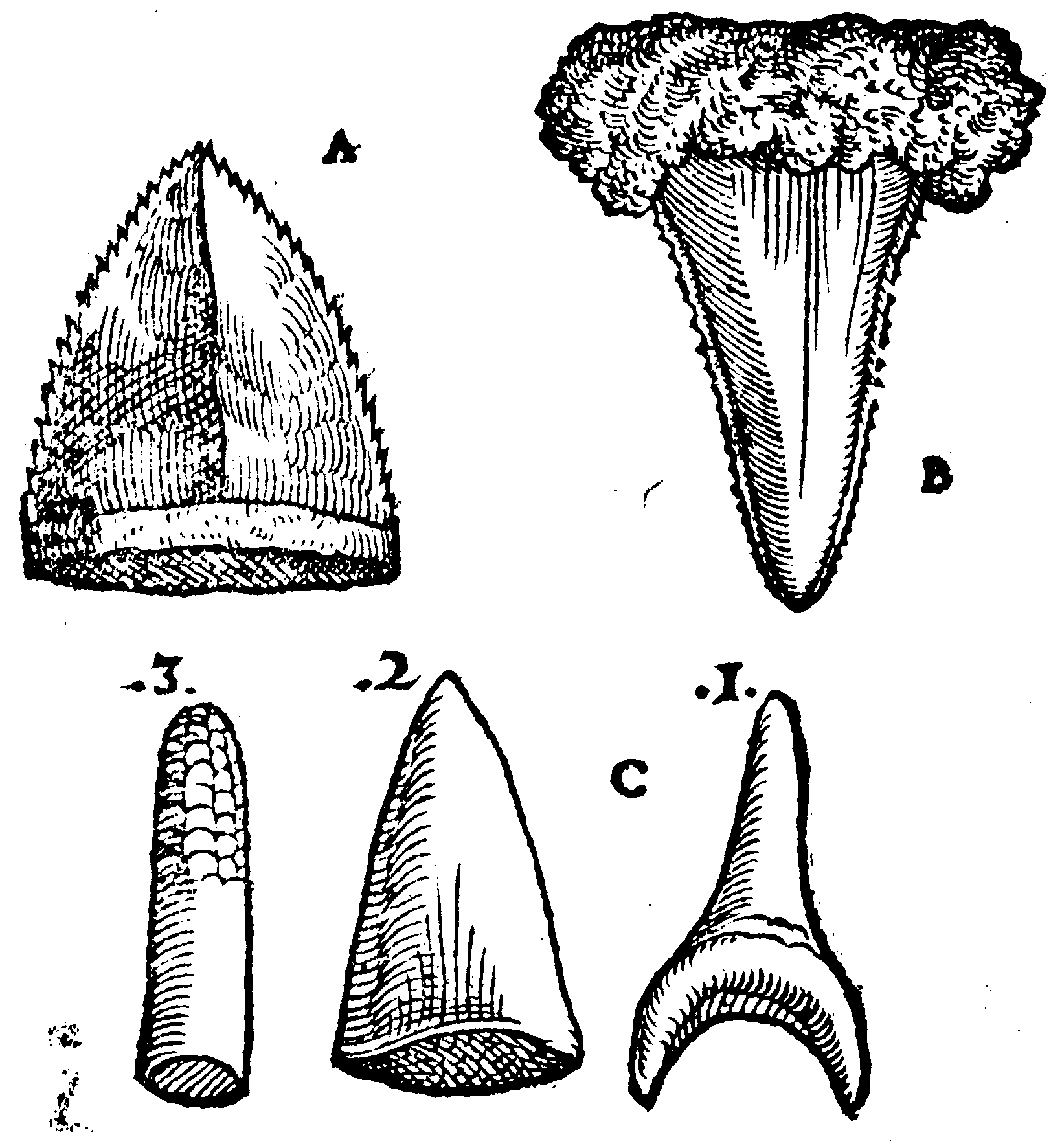
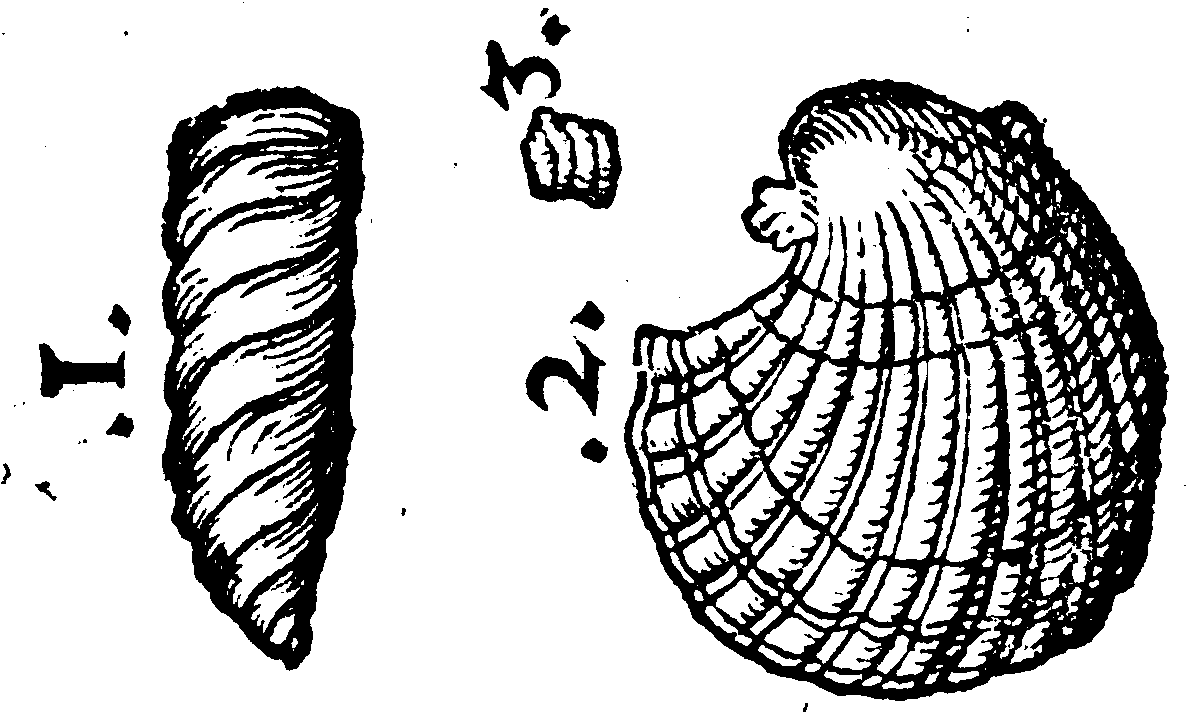
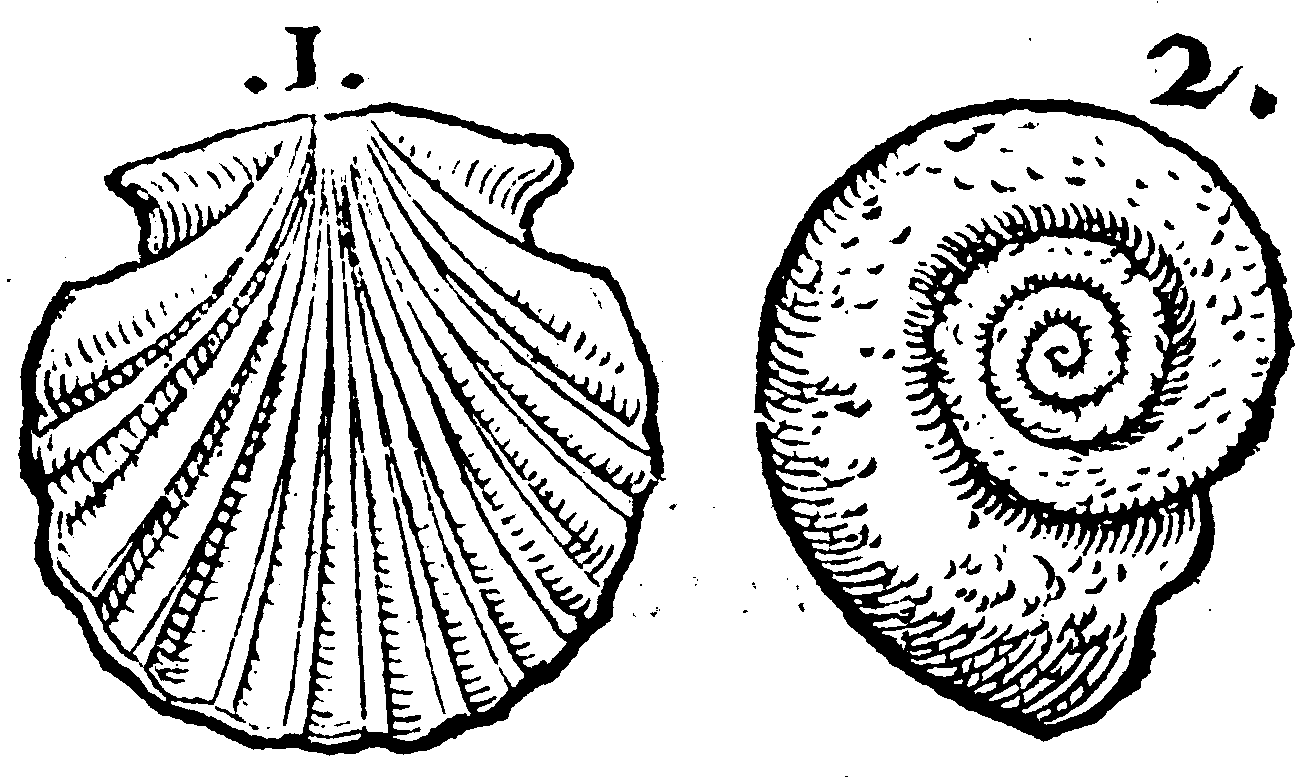
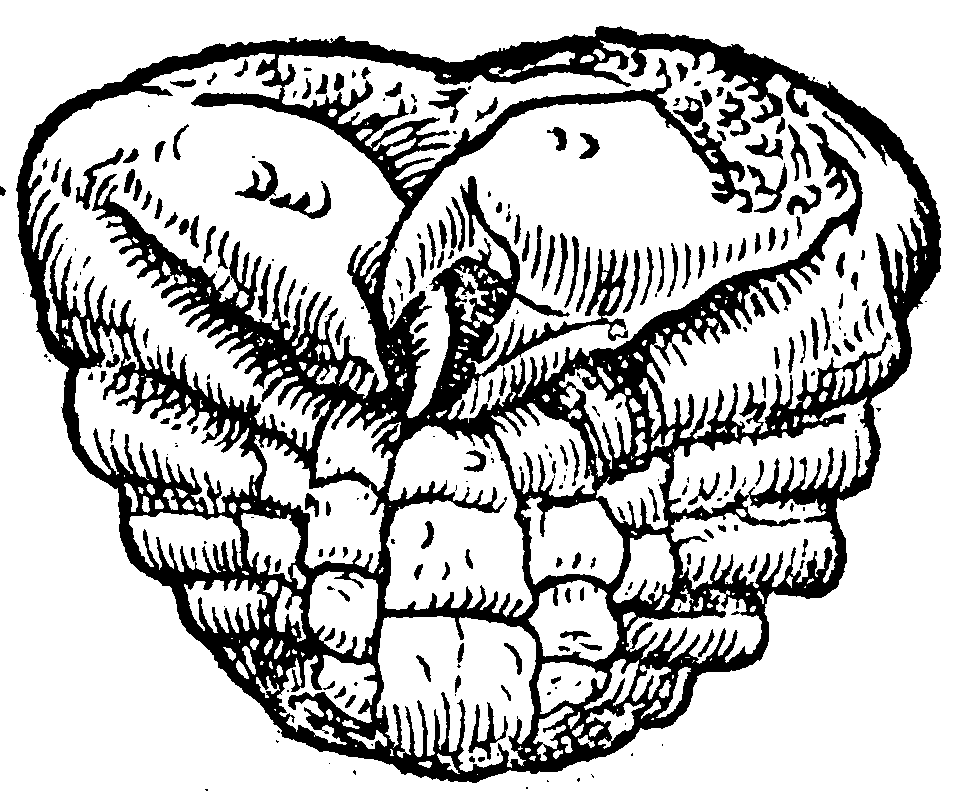

Gliederung
- Nobili viro domino Andreae Schadcovio, salinarum Cracoviensium notario, patriae decori, Conradus Gesnerus Helvetius S. D.
- Conradi Gesneri in librum de lapidum, gemmarum ac metallorum figuris, praefatio: quae ordinis ratione reddit, & capitum XV. argumenta enumerat
- Caput I. De lapidibus illis in quibus lineae potissimum considerantur, aut puncta, & figura in superficie magis, quam corpus solidum aut eius forma
- Caput II. De lapidibus illis quibus cum stellis, sole, luna, aut elementis aliquid commune est
- Caput III. De lapidibus qui a meteoris, id est, sublimibus in aëre corporibus nomina sua mutuantur
- Caput IIII. De lapidibus et metallis, quae denominantur a rebus terrestribus inanimatis
- Caput V. De fossilibus rebus quae natura similes sunt rei alicui artificiosae, ordine literarum
- Caput VI. De rebus artificiosis seu arte factis, ex metallis, lapidibus ac gemmis
- Caput VII. De lithophytis, et rebus fossilibus illis, quae plantas imitantur, in genere primum […]
- Caput VIII. De fructibus in lapides versis, & fruticum, eorum ve partium aliqua cum fossilibus similitudine
- Caput IX. De arboribus earumque; partibus, & rerum fossilium cum eis affinitate
- Caput X. De corallio
- Caput XI. De aliis quibusdam plantis marinis quae lapidescunt
- Caput XII. De lapidibus, qui ab homine aut quadrupede aliquo denominantur, aut in eis reperiuntur
  - Pars I. De lapidibus qui ab homine denominantur, aut in eo nascuntur
  - Pars II. De illis quae a quadrupedibus denominantur, et c. et primum in genere a comunibus quorumvis animalium partibus, tum similaribus, tum compositis
  - Pars III. De rebus foßilibus, quae in Quadrupedibus animantibus reperiuntur, vel aliquam cum eis earum ve partibus similitudinem habent. Et primum de mansuetis
- Caput XIII.
- Caput XIIII. De lapidibus qui aquatilium animantium effigiem reserunt
- Caput XV. De lapidibus qui serpentes & insecta referut
- Errata